# Ѣ
Yat o Jat (Ѣ, ѣ) es la trigésima segunda letra del antiguo alfabeto cirílico. Su nombre en antiguo eslavo eclesiástico era yět' (ѣть) o yat’(ıать). En la transliteración de lenguas eslavas antiguas, la letra se representa habitualmente con una e con diacrítico, ě, tomada del alfabeto checo.
La yat representaba una vocal larga de la lengua eslava común. Generalmente se cree que representaba el sonido [æ:], que era un reflejo de un anterior [e:], [oj], o [aj]. Que el sonido representado por la yat se desarrolló tardíamente en la historia del eslavo común se aprecia en su participación en la llamada segunda palatalización de las velares.
Fue eliminada del alfabeto ruso en la reforma ortográfica de 1918. Es equivalente a la letra Ее del actual alfabeto.

## Unicode
Sus códigos son U+0462 para mayúscula y U+0463 para minúscula.